# In commendam
Em direito canônico, commendam (ou in commendam) era uma forma de transferir um beneficium em confiança à guarda de um patrono. A prática de beneficiums realizados in commendam tornou-se uso e abuso generalizado nos séculos XIV e XV, mas as origens podem ser encontradas na Alta Idade Média; então, durante períodos de turbulência e invasão, propriedades da igreja (beneficiums eclesiásticos) seriam dadas a um membro da igreja para salvaguardá-las até que a ordem fosse restaurada.
A frase in commendam foi originalmente aplicada para a ocupação provisória de um beneficium eclesiástico, que estava temporariamente sem um ocupante atual – um corolário da frase in titulum, que era aplicada à ocupação regular e incondicional de beneficiums. Um abade, portanto, in commendam era um mecenas, não o líder de uma abadia no local; ele extraía a receita, mas não estava preocupado com o trabalho da abadia ou a disciplina espiritual. Abades in commendam normalmente não residiam em suas abadias.

## História
As origens da prática podem ser encontradas na Alta Idade Média quando uma propriedade da igreja temporariamente desocupada (beneficium eclesiástico) seria temporariamente confiada à proteção de um membro da igreja, para salvaguardá-la até que a ordem fosse restaurada e o novo titular permanente da posição fosse confirmado in titulus. O guardião receberia quaisquer receitas geradas pela propriedade no período. Cada uma das primeiras basílicas de Roma estava sob a guarda de um patrono.
Especificamente, o costume de dar beneficiums in commendam data do século IV. Em uma carta Ambrósio faz menção da igreja a qual ele deu in commendam, enquanto era bispo de Milão: "Commendo tibi, fili, Ecclesiam quae est ad Forum Cornelii... donec ei ordinetur episcopus" (Epistle ii). O Terceiro Concílio de Orléans, (538), em sua décima-oitava norma reserva o direito de conceder commendams aos bispos, um movimento rápido contra igrejas próprias e abadias, menos comum na Gália do que eram na Alemanha. São Gregório, o Grande em diversas ocasiões deu igrejas e mosteiros in commendam para aqueles bispos que tinham sido expulsos de suas sés por invasores bárbaros, ou cujas próprias igrejas eram pobres demais para lhes fornecer uma sobrevivência decente.
A prática de conceder beneficiums in commendam foi empregada pelo Papa Gregório I (590-604).
Quando, em 1122, a Questão das Investiduras foi liquidada em favor da igreja, a nomeação de leigos como abades in commendam foi abolida.
A prática entrou em uso generalizado nos séculos XIV e XV, e foi aberta ao abuso; alguns beneficiums foram multiplicados nas mãos de cardeais favorecidos, que os aceitaram como estabelecer proprietários absentistas, aumentando os cofres dos membros favoritos da igreja. Os arranjos já não eram temporários e podiam durar toda uma vida. Comunidades monásticas, das quais as concessões foram tomadas, foram duramente atingidas; elam perderam as receitas e ganharam nada em troca.
Durante o século XVI a prática era menos comum, mas permanece até os dias de hoje de forma limitada. Atualmente, o papa tem reservado para si o direito de doar beneficiums in commendam, mas faz uso deste direito apenas em casos de cardeais que residem em Roma.

## Etimologia
A palavra "commendam" é o acusativo do substantivo commenda em baixo latim, "confiança", ou "custódia", que é derivado do verbo commendare ("dar em confiança"). A frase in commendam era aplicada originalmente ao agrupamento e ocupação provisórios de um beneficium que estivesse temporariamente sem um ocupante atual. Era, assim, o oposto da frase in titulum que era aplicada ao agrupamento regular e incondicional de um beneficium.